# زبيدة (إيتاي البارود)
قرية زبيدة هي إحدى القرى التابعة لمركز إيتاي البارود في محافظة البحيرة في جمهورية مصر العربية. حسب إحصاءات سنة 2006، بلغ إجمالي السكان في زبيدة 8512 نسمة، منهم 4368 رجل و4144 امرأة. من أعلامها أدهم الشرقاوي بطل إحدى الملاحم الشعبية المصرية.